# Árverés
Az árverés olyan adásvételi eljárás, mely során a legkülönbözőbb árukat kiálthatják ki eladásra és a beérkezett licitek közül a legmagasabb ajánlatot tevő vásárolhatja meg a jószágot: terméket, szolgáltatást, vagy jogot. Az árverés az egyike a legrégibb piaci formáknak, története legalább Kr. e. 500-ig vezethető vissza. A közgazdaságtanban az árverés egy meghatározatlan vagy változó árú árucikk árának meghatározásának egy módja.
Az árveréseken való viselkedés a játékelmélet egyik kutatási területe.

## Fajtái, licitálási rendszerek

### Angol árverés
Az angol árverés a legelterjedtebb licitálási rendszer az árveréseken. Az árverést levezető (kikiáltó) egy kikiáltási (rezervációs) ár kikiáltásával nyitja meg, amely az a legalacsonyabb ár, amelyen az eladó még hajlandó megválni a jószágától. A licitálók egymás után ajánlanak egyre magasabb árakat; általában az egyes ajánlatoknak egy minimális licitnövekménnyel kell meghaladniuk az előző ajánlatot. Amikor egyetlen résztvevő sem hajlandó növelni az ajánlatát, a tárgyat a legmagasabb ajánlatot tevő nyeri meg.

### Holland árverés
A holland árverés egy főként Hollandiában (sajtok és friss virágok eladásakor használt) licitálási forma az árveréseken. Ebben a formában az árverés vezetője egy magas ár kikiáltásával nyit. Ezt fokozatosan, lépésenként csökkenti egészen addig, amíg valaki hajlandó lesz megvenni a jószágot. A gyakorlatban a „kikiáltó” gyakran egy kijelzővel felszerelt mechanikus eszköz, amely egyre alacsonyabb és alacsonyabb értékeket jelez az árverés előrehaladtával. A holland árverés igen gyorsan lezajlik, amely egyike a legfőbb értékeinek.

### Zárt licites árverés
A zárt licites árverés olyan licitálási forma az árveréseken, ahol mindegyik licitáló leírja egy darab papírra az ajánlatát és lezárja azt egy borítékba. A borítékokat aztán összegyűjtik, majd kinyitják, és a jószágot a legmagasabb ajánlatot tevő személy kapja, miután kifizette a kikiáltónak az általa ajánlott összeget. Ha van kikiáltási rezervációs ár, és valamennyi licit kisebb annál, akkor senki sem kapja meg az árut.
A zárt licites árverést gyakran használják nagyobb építési beruházások során. Az építtető számos építkezési vállalkozótól kér ajánlatot, miközben közli velük, hogy a munkát az fogja megkapni, aki a legalacsonyabb ajánlatot teszi.

### Vickrey-aukció (filatelista árverés)
A zárt licites árverés egy változata a Vickrey-aukció vagy filatelista árverés (bélyegárverés). Az utóbbi név arra utal, hogy ezt a fajta árverést eredetileg bélyeggyűjtők használták; az első elnevezés William Vickrey tiszteletére alakult ki, aki az árverések elemzésének terén kifejtett úttörő munkásságáért 1996-ban Nobel-díjat kapott. A Vickrey-aukció a zárt licites árveréshez hasonlít egy fontos eltéréssel: a jószágot a legmagasabb ajánlatot tevő kapja, de a második legmagasabb áron.
A bélyeggyűjtők eleinte közgyűléseiken az angol árverést, míg az újságjaikban a zárt licit módszerét alkalmazták a bélyegek eladásához. Valaki észrevette, hogy a zárt licit utánozza az angol árverés eredményt, ha a második legnagyobb ajánlat szabályát alkalmazzák. Csak a Vickrey által elvégzett teljes körű elemzés mutatta meg azt, hogy a bélyeggyűjtők árverésein az optimális stratégia az igazmondás (tehát akkora licitet kell tenni, amennyire valóban értékeljük az adott jószágot), és hogy a filatelista árverés stratégiailag egyenértékű az angol árveréssel (annyi különbséggel, hogy ugyanahhoz az eredményhez egy iterációval vezet), ez egyben azt is jelenti, hogy – ahogyan az angol árverés is – Pareto-hatékony elosztáshoz vezet.

### Modern árverések
A modern árverések online is lebonyolíthatók, a világ minden tájáról érkező licitálókkal. A licitálás valós időben, másodperc töredék pontossággal történik. Az internetes árveréseken a bank vagy az állam által lefoglalt, lopott vagy rossz állapotban lévő ingatlanok – például a pénzügyi cégek által követelt autók, mert a tulajdonosok nem fizették vissza autóhitelüket – is értékesíthetők.